# Kostřava ovčí
Kostřava ovčí (Festuca ovina) je široce rozšířená, úzkolistá trsnatá tráva z čeledi lipnicovitých.

## Popis

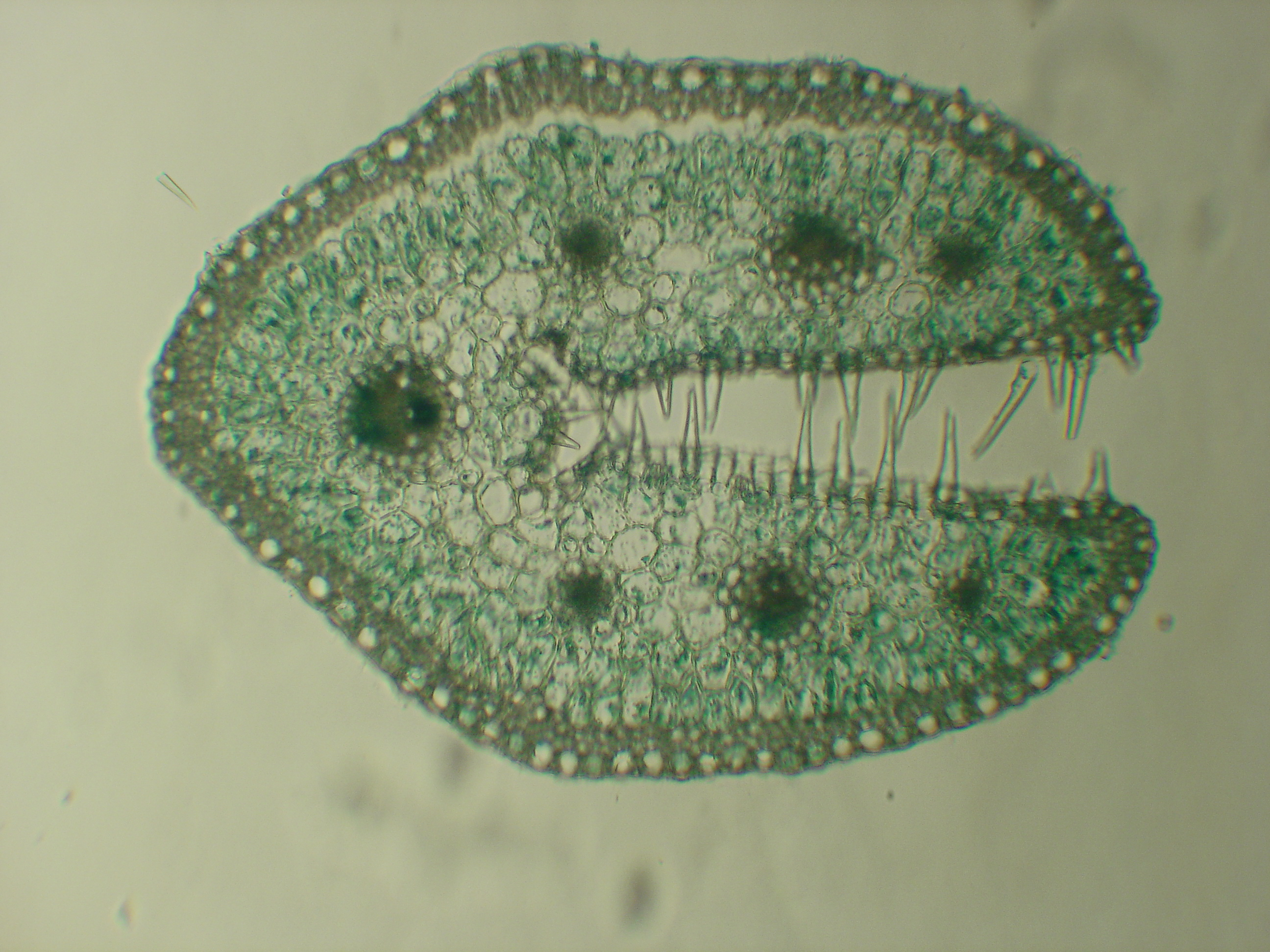
Průřez listem

Je to hustě trsnatá vytrvalá tráva, s listy niťovitými až jemně štětinovitými, zelené nebo sivé barvy. Listy jsou na průřezu oblé, jejich sklerenchymatické pletivo tvoří souvislý prstenec a pochvy jsou srostlé jen na bázi, výjimečně až do 1/3. Stébla jsou vysoká 20–60 cm, nahoře jsou drsná, stejně jako vřeteno a větévky květenství, jímž je 4–12 cm dlouhá lata klásků. Pluchy jsou zakončené krátkými osinami. Rozkvétá od května do července, opylována je větrem.

## Ekologie a rozšíření
Poměrně světlomilná a silně acidofilní rostlina, vyrůstající převážně na kyselých, méně často na neutrálních půdách v mírně teplých oblastech. V ČR se vyskytuje roztroušeně až hojně na většině území od nížin do podhůří, a to ve společenstvech silikátových skal a drolin, v acidofilních suchých trávnících, podhorských smilkových trávních, na kyselých písčinách, z lesů pak ve světlých acidofilních borech a doubravách a jejich lemech.
Celkový areál rozšíření zahrnuje většinu Evropy kromě středomořské oblasti, temperátní Asii (s výjimkou tropů a středoasijských stepí) a západ Severní Ameriky, v přilehlých oblastech byla též zavlečena.

## Možnost záměny
Vzhledově podobná a na podobných stanovištích rostoucí je kostřava vláskovitá (Festuca filiformis), lišící se klásky bez osin nebo jen s velmi kratičkými osinami a tenkými vláskovitými listy. Kostřava nízká (Festuca supina) má listové pochvy srostlé až do ½ a vyskytuje se ve vyšších horských polohách. Ve sterilním stavu je možno ji zaměnit též s řídce trsnatou metličkou křivolakou (Avenella flexuosa). Samotná kostřava ovčí je druh morfologicky dosti variabilní, rozlišuje se několik variant s dosud nedořešenou taxonomickou platností.

## Význam
Jde o rostlinu s malou tvorbou biomasy, která nesnáší vysokou zátěž (sešlap apod.), je však značně odolná vzhledem k suchu. Využívá se do okrasných záhonů a krajinných trávníků nebo na roughy golfových hřišť.